# Schizopera monardi
Schizopera monardi är en kräftdjursart som beskrevs av Petkovski 1955. Schizopera monardi ingår i släktet Schizopera och familjen Diosaccidae. Inga underarter finns listade i Catalogue of Life.